# Rüdisühli
Rüdisühli war eine Schweizer Künstlerfamilie von Malern, Kupferstechern und Kopisten der Böcklin-Nachfolge Mitte des 19. bis Anfang des 20. Jahrhunderts aus Basel.
Eduard, Hermann, Louise und Michael Rüdisühli erhielten ihre erste Ausbildung bei ihrem Vater Jakob Lorenz Rüdisühli (1835–1918), der sich vor allem der Landschaftsmalerei und sentimentalen Böcklin-Interpretationen widmete.
Während seine Söhne anschliessend die Kunstgewerbeschule Basel besuchten, bildete sich Louise autodidaktisch zu einer talentierten Porträtistin und Malerin von Landschaften weiter, die sich von den Werken ihrer Brüder abhoben, die Böcklins Motivwelt paraphrasierten. Während ihre Gemälde in Kunstkreisen nach dem Ersten Weltkrieg keine Anerkennung mehr genossen, konnten sie sich als Farbreproduktionen und Kunstkarten bis in die 1930er Jahre hinein halten.
- Jakob Lorenz Rüdisühli (* 16. Oktober 1835 in Sennwald-Frümsen; † 23. November 1918 in Basel)[1][2][3]
- Hermann Rüdisühli (* 10. Juni 1864 in Lenzburg; † 27. Januar 1944 in München)
- Louise Rüdisühli (* 5. Juni 1867 in Lenzburg; † 21. April 1928 in Basel)
- Michael Rüdisühli (* 24. April 1874 in Basel; † 17. Januar 1923 in Basel)
- Eduard Rüdisühli (* 26. Juni 1875 in Basel; † 15. Dezember 1938 in Rorschacherberg)

Eduard Rüdisühli war höchstwahrscheinlich der Erbauer der Villa Casa Monte Tabor in Porto Ronco. die später von Erich Maria Remarque gekauft wurde.